# أولاد بنداوود (بين جافن)
أولاد بنداوود هو دُوَّار يقع بجماعة تانقوب، إقليم شفشاون، جهة طنجة تطوان الحسيمة في المملكة المغربية. ينتمي الدوّار لمشيخة بين جافن التي تضم 16 دوار. يقدر عدد سكانه بـ 164 نسمة حسب الإحصاء الرسمي للسكان والسكنى لسنة 2004.

## روابط خارجية
- البوابة الوطنية للجماعات الترابية
- المندوبية السامية للتخطيط